# خوالتشوو
خوالتشوو (به چکی: Chvalčov) یک منطقهٔ مسکونی در جمهوری چک است که در ناحیه کرومیریژ واقع شده‌است. خوالتشوو ۲۲٫۹۵ کیلومتر مربع مساحت و ۱٬۶۲۳ نفر جمعیت دارد و ۳۸۶ متر بالاتر از سطح دریا واقع شده‌است.